# Міньяно-Монте-Лунго
Міньяно-Монте-Лунго, Міньяно-Монте-Лунґо (італ. Mignano Monte Lungo, сиц. Mignanu Munti Loncu) — муніципалітет в Італії, у регіоні Кампанія,  провінція Казерта.
Міньяно-Монте-Лунго розташоване на відстані близько 140 км на південний схід від Рима, 70 км на північ від Неаполя, 50 км на північний захід від Казерти.
Населення — 3248 осіб (2014).
Щорічний фестиваль відбувається 13 червня. Покровитель — Sant'Antonio di Padova.

## Демографія
Населення за роками:

Станом на 1 січня 2023 року в муніципалітеті офіційно проживало 106 іноземців з 22 країн, серед них 30 громадян країн Євросоюзу та 16 громадян України.

## Сусідні муніципалітети
- Конка-делла-Кампанія
- Галлуччо
- Презенцано
- Рокка-д'Евандро
- Сан-П'єтро-Інфіне
- Сан-Вітторе-дель-Лаціо
- Сесто-Кампано
- Венафро